# Al-Mundhir bin Yahya al-Tajibi
Al-Mundhir bin Yahya al-Tajibi in arabo المنذر بن يحيى التجيبي‎‎? e noto anche come al-Mundir I (... – 1022 circa) è stato il primo emiro della Taifa di Saragozza e fondatore della dinastia dei tugibidi.
Portava il lagab (soprannome) al-Mansur in arabo المنصور‎‎?.

## Biografia
al-Mundir proveniva da una famiglia benestante della Marca Superiore dell'Andalusia. Nell'esercito di Almanzor iniziò la sua carriera militare come semplice soldato e divenne generale durante le guerre civili nei primi anni del nuovo millennio. Nel 1005 fu incaricato del governo di Tudela, e dal 1013 il Califfo Sulaiman al-Musta'in lo mise a capo Saragozza, la capitale della Marca Superiore. Dopo la prima deposizione di Hisham II nel 1009, intraprese diverse avventure nel sud dell'Andalusia per sostenere i califfi omayyadi. Così si trasferì a Cordova, nel 1010, in aiuto di Muhammad II al-Mahdi. Poco dopo sostenne Sulaiman al-Musta'in, dal 1013 al 1016, e nel 1018 anche Abd ar-Rahman IV insieme a Jayrán, l'emiro di Almería.
Intorno al 1013 al-Mundir I era stato confermato, dal Califfato di Cordoba, nella Taifa di Saragozza divenuta indipendente. Come primo re della taifa si chiamò Hajib (maestro di palazzo, ciambellano) e fece coniare monete, per la prima volta, per sottolineare la sua indipendenza. I suoi successori a Saragozza avrebbero mantenuto il titolo di Hajjib.
Dal 1018 si concentrò sugli affari del proprio emirato. Fece di Saragozza, dove teneva la corte, una città importante. Così intraprese lavori pubblici e fece ampliare una seconda volta la vecchia moschea, che ora funge da cattedrale. Fece costruire anche nuove terme.
al-Mundir amava la poesia e quindi si circondò di poeti come Ibn Darrach al-Qastalli, che era fuggito da Cordova, e Said al-Baghdadi.
Non ebbe problemi con il governatore della vicina Taifa di Lérida, Sulaiman ben Hud al-Musta'in, perché rispettò la sua posizione. Quest'ultimo sarebbe diventato egli stesso un emiro a Saragozza vent'anni dopo e vi fondò la dinastia Hudi. Il suo più grande avversario fu Sancho III con il quale fu in guerra continuamente e che gli strappò anche alcuni luoghi fortificati e occupò la valle del Cinca. Per mantenere la pace nel suo territorio, al-Mundir si alleò con i governanti cristiani di Barcellona e Castiglia. Nel 1016 riuscì persino a organizzare il fidanzamento di Berengario Raimondo I di Barcellona con Sancha, figlia di Sancho I García di Castiglia, con grande pompa a Saragozza. Il matrimonio vero e proprio non ebbe luogo fino al 1021. La sua mediazione matrimoniale, tra queste due contee cristiane, gli portò la pace di cui aveva urgentemente bisogno per contrastare meglio Sancho III. Il regno di al-Mundir a Saragozza fu generalmente pacifico con Barcellona e Castiglia e in contrasto con la Navarra.
al-Mundir era considerato un abile politico, un grande diplomatico, uno stratega intelligente e un buon combattente. Durante il suo emirato, Saragozza prosperò e i confini statali rimasero relativamente stabili grazie alle sue alleanze con i conti cristiani dei Pirenei.
al-Mundir morì nel 1021 (ma forse non prima del 1022 o 1023). Aveva un figlio, Yahya al-Muzáffar, che gli succedette come Emiro di Saragozza nel 1022.